# Rosannagh MacLennan
Rosannagh „Rosie“ Jean MacLennan (* 28. August 1988 in Toronto, Ontario) ist eine kanadische Trampolinturnerin. Bei den Olympischen Spielen 2012 und 2016 gewann sie die Goldmedaille.

## Karriere
MacLennan nahm 2005 erstmals an den Weltmeisterschaften im Trampolinturnen teil und gewann dort gemeinsam mit ihrer Partnerin Karen Cockburn auf Anhieb die Silbermedaille im Synchronwettbewerb. Bei den Heim-Weltmeisterschaften in Québec zwei Jahre später wurde das Duo in derselben Disziplin Weltmeister, zudem gewann MacLennan die Silbermedaille mit der Mannschaft und die Bronzemedaille im Einzel. Damit gelang ihr auch die Qualifikation für die Olympischen Spiele. Im selben Jahr gewann MacLennan bei den Panamerikanischen Spielen in Rio de Janeiro Silber im Einzel. Für ihre Leistungen wurde ihr 2007 einer der Ontario Sports Awards verliehen.
Bei den Olympischen Spielen 2008 in Peking gelang ihr der Einzug ins Finale des Trampolinwettbewerbs, dort belegte sie allerdings nur den siebten Platz. Bei den Weltmeisterschaften 2009 gewann sie Silber im Synchronwettbewerb und Bronze mit der Mannschaft, bevor sie ein Jahr später auch im Einzel die Bronzemedaille gewinnen konnte. 2011 gewann die Kanadierin bei den Weltmeisterschaften erneut Silber im Synchronturnen und Bronze mit der Mannschaft, außerdem konnte sie im Einzel die Silbermedaille gewinnen. Für die Panamerikanischen Spiele 2011 im mexikanischen Guadalajara war zunächst ihre Teamkollegin Karen Cockburn als Vertreterin Kanadas für die Trampolinwettbewerbe nominiert worden, allerdings konnte diese wegen einer Erkrankung nicht im Finale antreten. MacLennan, die in der Qualifikation hinter ihrer Kollegin auf Platz zwei gelegen hatte, gewann im Finale mit fast drei Punkten Vorsprung ihre erste Goldmedaille bei den Panamerikanischen Spielen. Damit qualifizierte sie sich auch für die Olympischen Spiele 2012.
Bei den Olympischen Spielen 2012 in London lag MacLennan nach der Qualifikation zunächst auf Platz vier und zog damit ins Finale ein. Dort erzielte sie in einer fehlerfreien Übung 57,305 Punkte, was für sie eine neue persönliche Höchstpunktzahl darstellte. Nachdem keine der chinesischen Athletinnen, die nach ihr antraten, ein besseres Resultat erzielen konnte, gewann MacLennan mit einem Vorsprung von über einem halben Punkt die olympische Goldmedaille. Sie gewann damit die einzige Goldmedaille für Kanada bei den Olympischen Spielen 2012.
Im Jahr darauf wurde sie erstmals Weltmeisterin im Einzel, mit der Mannschaft gewann sie Silber. 2014 folgten zwei weitere Silbermedaillen, diesmal im Einzel und im Synchronwettbewerb. Während sie 2015 mit zwei vierten Plätzen ohne Medaille bei der Weltmeisterschaft blieb, gewann sie bei den Panamerikanischen Spielen 2015 in ihrer Geburtsstadt Toronto zum zweiten Mal die Goldmedaille.
Bei den Olympischen Spielen 2016 in Rio de Janeiro gelang es MacLennan, sich erneut die Goldmedaille zu sichern. Sie überstand als Drittplatzierte die Qualifikation, ehe sie im Finale mit 56,465 Punkten vor Bryony Page und Li Dan landete. Vier Jahre später verpasste Page bei den Olympischen Spielen 2020 in Tokio als Vierte einen weiteren Medaillengewinn.